# Чокань (комуна)
Чокань, Чокані (рум. Ciocani) — комуна у повіті Васлуй в Румунії. До складу комуни входять такі села (дані про населення за 2002 рік):
- Кринг (444 особи)
- Крингу-Ноу (273 особи)
- Поду-П'єтріш (26 осіб)
- Чокань (911 осіб)

Комуна розташована на відстані 232 км на північний схід від Бухареста, 43 км на південь від Васлуя, 99 км на південь від Ясс, 99 км на північ від Галаца.

## Населення
У 2009 року у комуні проживали 1811 осіб.